# Élections législatives de 2012 à Saint-Pierre-et-Miquelon
Les élections législatives françaises de 2012 se sont déroulées le samedi 9 juin, en avance de vingt-quatre heures sur la métropole en raison du décalage horaire. Dans la collectivité de Saint-Pierre-et-Miquelon, non concernée par le redécoupage électoral, un député était à élire dans le cadre d'une circonscription unique.

## Élus
|   | Circonscription        | Député sortant  |  | Parti | Député élu ou réélu |  | Parti |
| - | ---------------------- | --------------- |  | ----- | ------------------- |  | ----- |
| = | Circonscription unique | Annick Girardin |  | CSA   | Annick Girardin     |  | CSA   |

## Résultats

### Résultats à l'échelle de la collectivité
|                | Cap sur l'avenir        | 1 674 | 65,52  | 1 |  |  |  |
|                | Majorité présidentielle | 1 674 | 65,52  | 1 |  |  |  |
|                |                         |       |        |   |  |  |  |
|                | Divers droite dont CNIP | 387   | 15,15  | 0 |  |  |  |
|                | Archipel demain         | 378   | 14,79  | 0 |  |  |  |
|                | Droite parlementaire    | 765   | 29,94  | 0 |  |  |  |
|                |                         |       |        |   |  |  |  |
|                | Front national          | 116   | 4,54   | 0 |  |  |  |
|                |                         |       |        |   |  |  |  |
| Inscrits       | Inscrits                | 4 926 | 100,00 | 1 |  |  |  |
| Abstentions    | Abstentions             | 2 290 | 46,49  |   |  |  |  |
| Votants        | Votants                 | 2 636 | 53,51  |   |  |  |  |
| Blancs et nuls | Blancs et nuls          | 81    | 3,07   |   |  |  |  |
| Exprimés       | Exprimés                | 2 555 | 96,93  |   |  |  |  |

### Résultats par circonscription
|                | Annick Girardin sortante réélue | CSA            | 1 674 | 65,52  |  |  |  |
|                | Bernard le Soavec               | AD             | 378   | 14,79  |  |  |  |
|                | François Zimmermann             | Divers droite  | 289   | 11,31  |  |  |  |
|                | Roger Rode                      | FN             | 116   | 4,54   |  |  |  |
|                | Thierry Abraham                 | CNIP           | 98    | 3,83   |  |  |  |
|                |                                 |                |       |        |  |  |  |
| Inscrits       | Inscrits                        | Inscrits       | 4 926 | 100,00 |  |  |  |
| Abstentions    | Abstentions                     | Abstentions    | 2 290 | 46,49  |  |  |  |
| Votants        | Votants                         | Votants        | 2 636 | 53,51  |  |  |  |
| Blancs et nuls | Blancs et nuls                  | Blancs et nuls | 81    | 3,07   |  |  |  |
| Exprimés       | Exprimés                        | Exprimés       | 2 555 | 96,93  |  |  |  |